# Ballbreaker World Tour
Ballbreaker World Tour – trzynasta trasa koncertowa zespołu muzycznego AC/DC, w jej trakcie odbyły się 143 koncerty.

## Program koncertów

### Pierwszy koncert trasy
1. „Back In Black”
2. „Shot Down In Flames”
3. „Girls Got Rhythm”
4. „Dog Eat Dog”
5. „Thunderstruck”
6. „Cover You in Oil”
7. „Shoot to Thrill”
8. „Boogie Man”
9. „Ballbreaker”
10. „Hells Bells”
11. „Down Payment Blues”
12. „The Jack”
13. „Who Made Who”
14. „Hard as a Rock”
15. „Rock And Roll Ain’t Noise Pollution”
16. „Dirty Deeds Done Dirt Cheap”
17. „You Shook Me All Night Long”
18. „Whole Lotta Rosie”
19. „T.N.T”
20. „Let There Be Rock"

Bisy:
1. „Hail Caesar”
2. „Highway To Hell”
3. „For Those About to Rock (We Salute You)”

### Typowa setlista
1. „Back in Black”
2. „Shot Down in Flames”
3. „Thunderstruck”
4. „Girls Gor Rhythm”
5. „Cover You In Oil”
6. „Shoot To Thrill”
7. „Hard as a Rock”
8. „Boogie Man”
9. „Hail Caesar”
10. „Dog Eat Dog” lub „Down Payment Blues”
11. „The Jack”
12. „Ballbreaker”
13. „Rock And Roll Ain’t Noise Pollution”
14. „Dirty Deeds Done Dirt Cheap”
15. „You Shook Me All Night Long”
16. „Whole Lotta Rosie”
17. „T.N.T.”
18. „Let There Be Rock"

Bisy:
1. „Highway To Hell”
2. „For Those About to Rock (We Salute You)”

## Lista koncertów
1. 12 stycznia 1996 – Greensboro, Karolina Północna, USA – Greensboro Coliseum
2. 13 stycznia 1996 – Charlotte, Karolina Północna, USA – Charlotte Coliseum
3. 15 stycznia 1996 – Columbia, Karolina Południowa, USA – Carolina Coliseum
4. 17 stycznia 1996 – Memphis, Tennessee, USA – Pyramid Arena
5. 18 stycznia 1996 – Birmingham, Alabama, USA – BJCC Arena
6. 20 stycznia 1996 – St. Petersburg, Floryda, USA – The Thunderdome
7. 21 stycznia 1996 – Miami, Floryda, USA – Miami Arena
8. 22 stycznia 1996 – Daytona Beach, Floryda, USA – Ocean Center
9. 23 stycznia 1996 – Atlanta, Georgia, USA – Omni Coliseum
10. 25 stycznia 1996 – Houston, Teksas, USA – The Summit
11. 26 stycznia 1996 – Austin, Teksas, USA – Frank Erwin Center
12. 27 stycznia 1996 – San Antonio, Teksas, USA – Alamodome
13. 3 lutego 1996 – Oakland, Kalifornia, USA – Oakland Arena
14. 4 lutego 1996 – San Jose, Kalifornia, USA – San Jose Arena
15. 5 lutego 1996 – Sacramento, Kalifornia, USA – ARCO Arena
16. 7 lutego 1996 – Portland, Oregon, USA – Rose Garden
17. 8 lutego 1996 – Vancouver, Kolumbia Brytyjska – General Motors Place
18. 9 lutego 1996 – Vancouver, Kolumbia Brytyjska, Kanada – General Motors Place
19. 10 lutego 1996 – Tacoma, Waszyngton, USA – Tacoma Dome
20. 12 lutego 1996 – San Diego, Kalifornia, USA – San Diego Sports Arena
21. 13 lutego 1996 – Anaheim, Kalifornia, USA – Arrowhead Pond
22. 14 lutego 1996 – Phoenix, Arizona, USA – America West Arena
23. 16 lutego 1996 – Meksyk, Meksyk – Palacio de los Deportes
24. 17 lutego 1996 – Meksyk, Meksyk - Palacio de los Deportes
25. 21 lutego 1996 – Inglewood, Kalifornia, USA – Great Western Forum
26. 2 marca 1996 – Minneapolis, Minnesota, USA – Target Center
27. 3 marca 1996 – Rockford, Illinois, USA – Rockford MetroCentre
28. 5 marca 1996 – Milwaukee, Wisconsin, USA – Bradley Center
29. 7 marca 1996 – Indianapolis, Indiana, USA – Market Square Arena
30. 8 marca 1996 – Evansville, Indiana, USA – Roberts Municipal Stadium
31. 9 marca 1996 – Chicago, Illinois, USA – United Center
32. 11 marca 1996 – Louisville, Kentucky, USA – Freedom Hall
33. 13 marca 1996 – Landover, Maryland, USA – US Air Arena
34. 14 marca 1996 – Filadelfia, Pensylwania, USA – The Spectrum
35. 15 marca 1996 – Nowy Jork, USA – Madison Square Garden
36. 17 marca 1996 – East Rutherford, New Jersey, USA – Meadowlands Arena
37. 18 marca 1996 – Portland, Maine, USA – Cumberland County Civic Center
38. 19 marca 1996 – Boston, Massachusetts, USA – FleetCenter
39. 21 marca 1996 – Montreal, Quebec, Kanada – Montreal Forum
40. 23 marca 1996 – Toronto, Ontario, Kanada – SkyDome
41. 24 marca 1996 – Fairborn, Ohio, USA – Ervin J Nutter Center
42. 25 marca 1996 – Pittsburgh, Pensylwania, USA – Pittsburgh Civic Arena
43. 27 marca 1996 – Auburn Hills, Michigan, USA – The Palace of Auburn Hills
44. 28 marca 1996 – Auburn Hills, Michigan, USA – The Palace of Auburn Hills
45. 30 marca 1996 – Cleveland, Ohio, USA – Gund Arena
46. 31 marca 1996 – Cleveland, Ohio, USA – Gund Arena
47. 1 kwietnia 1996 – Maryland Heights, Missouri, USA – Kiel Center
48. 2 kwietnia 1996 – Kansas City, Missouri, USA – Kemper Arena
49. 4 kwietnia 1996 – Dallas, Teksas, USA – Reunion Arena
50. 20 kwietnia 1996 – Oslo, Norwegia – Oslo Spektrum
51. 21 kwietnia 1996 – Sztokholm, Szwecja – Ericcson Globe
52. 23 kwietnia 1996 – Helsinki, Finlandia – Helsinki Ice Hall
53. 25 kwietnia 1996 – Kopenhaga, Dania – Forum Copenhagen
54. 26 kwietnia 1996 – Göteborg, Szwecja – Scandinavium
55. 29 kwietnia 1996 – Kilonia, Niemcy – Ostseehalle
56. 30 kwietnia 1996 – Berlin, Niemcy – Deutschlandhalle
57. 1 maja 1996 – Lipsk, Niemcy – Messehalle
58. 3 maja 1996 – Utrecht, Holandia – Prins Van Oranjehal
59. 4 maja 1996 – Frankfurt, Niemcy – Festhalle Frankfurt
60. 5 maja 1996 – Frankfurt, Niemcy - Festhalle Frankfurt
61. 7 maja 1996 – Dortmund, Niemcy – Westfalenhallen
62. 8 maja 1996 – Dortmund, Niemcy - Westfalenhallen
63. 10 maja 1996 – Stuttgart, Niemcy – Schleyerhalle
64. 12 maja 1996 – Genewa, Szwajcaria – Geneva Arena
65. 14 maja 1996 – Bolzano, Włochy – PalaOnda
66. 15 maja 1996 – Bolonia, Włochy – Land Rover Arena
67. 16 maja 1996 – Rzym, Włochy – PalaLottomatica
68. 17 maja 1996 – Mediolan, Włochy – Filaforum
69. 19 maja 1996 – Wiedeń, Austria – Wiener Stadthalle
70. 21 maja 1996 – Mannheim, Niemcy - Maimarkthalle
71. 22 maja 1996 – Mannheim, Niemcy - Maimarkthalle
72. 23 maja 1996 – Lille, Francja – Lievin
73. 24 maja 1996 – Paryż, Francja – Palais Omnisports de Paris-Bercy
74. 25 maja 1996 – Paryż, Francja - Palais Omnisports de Paris-Bercy
75. 27 maja 1996 – Monachium, Niemcy – Olympiahalle
76. 29 maja 1996 – Praga, Czechy – Prague Sports Halle
77. 1 czerwca 1996 – Glasgow, Szkocja – Scottish Exhibiton and Conference Centre
78. 2 czerwca 1996 – Aberdeen, Szkocja – Aberdeen Exhibition and Conference Centre
79. 3 czerwca 1996 – Newcastle upon Tyne, Anglia – Newcastle Arena
80. 17 czerwca 1996 – Birmingham, Anglia – National Exhibition and Conference Centre
81. 19 czerwca 1996 – Manchester, Anglia – Manchester Arena
82. 21 czerwca 1996 – Londyn, Anglia – Wembley Arena
83. 22 czerwca 1996 – Londyn, Anglia – Wembley Arena
84. 26 czerwca 1996 – Dublin, Irlandia – Point Theatre
85. 28 czerwca 1996 – Gandawa, Belgia – Flanders Expo
86. 29 czerwca 1996 – Nancy, Francja – Le Zénith
87. 30 czerwca 1996 – Lyon, Francja – Halle Tony Garnier
88. 2 lipca 1996 – Barcelona, Hiszpania – Palau Sant Jordi
89. 3 lipca 1996 – Barcelona, Hiszpania - Palau Sant Jordi
90. 6 lipca 1996 – Lizbona, Portugalia – Estádio do Restelo
91. 9 lipca 1996 – Madryt, Hiszpania – Plaza de Toros de Las Ventas
92. 10 lipca 1996 – Madryt, Hiszpania - Plaza de Toros de Las Ventas (koncert sfilmowany i nagrany na DVD)
93. 11 lipca 1996 – Madryt, Hiszpania - Plaza de Toros de Las Ventas
94. 13 lipca 1996 – Bordeaux, Francja - Parc des Expositions
95. 1 sierpnia 1996 – Wantagh, Nowy Jork, USA – Jones Beach Amphitheater
96. 2 sierpnia 1996 – Hartford, Connecticut, USA – Meadows Music Theater
97. 3 sierpnia 1996 – Buffalo, Nowy Jork, USA – Buffalo Memorial Auditorium
98. 6 sierpnia 1996 – Winnipeg, Kanada – Winnipeg Arena
99. 8 sierpnia 1996 – Edmonton, Kanada – Northlands Coliseum
100. 10 sierpnia 1996 – Calgary, Kanada – Pengrowth Saddledome
101. 12 sierpnia 1996 – Seattle, Waszyngton, USA – KeyArena
102. 13 sierpnia 1996 – Portland, Oregon, USA – Rose Garden Arena
103. 15 sierpnia 1996 – Mountain View, Kalifornia, USA – Shoreline Amphitheatre
104. 16 sierpnia 1996 – Paradise, Nevada, USA – Thomas & Mack Center
105. 17 sierpnia 1996 – Irvine, Kalifornia, USA – Irvine Meadows Amphitheater
106. 19 sierpnia 1996 – Denver, Kolorado, USA – McNichols Sports Arena
107. 21 sierpnia 1996 – St. Louis, Missouri, USA – Rivertport Amphitheater
108. 22 sierpnia 1996 – Oklahoma City, Oklahoma, USA – Myriad Convention Center
109. 24 sierpnia 1996 – Nowy Orlean, Luizjana, USA – Lakefront Arena
110. 26 sierpnia 1996 – Murfreesboro, Tennessee, USA – Murphy Center
111. 27 sierpnia 1996 – Lexington, Kentucky, USA – Rupp Arena
112. 28 sierpnia 1996 – Knoxville, Tennessee, USA – Thompson-Bolling Arena
113. 30 sierpnia 1996 – West Palm Beach, Floryda, USA – Coral Sky Amphitheater
114. 31 sierpnia 1996 – Jacksonville, Floryda, USA – Jacksonville Coliseum
115. 1 września 1996 – North Charleston, Karolina Południowa, USA – North Charleston Coliseum
116. 3 września 1996 – Winston-Salem, Karolina Północna, USA – Lawrence Joel Veterans Memorial Coliseum
117. 6 września 1996 – Filadelfia, Pensylwania, USA – CoreStates Centrum
118. 7 września 1996 – Albany, Nowy Jork, USA – Knickerborker Arena
119. 8 września 1996 – Worcester, Massachusetts, USA – Worcester Centrum
120. 10 września 1996 – Charleston, Wirginia Zachodnia, USA – Charleston Civic Center
121. 12 września 1996 – Cincinnati, Ohio, USA – Riverbend Music Center
122. 13 września 1996 – Columbus, Ohio, USA – Polaris Amphitheater
123. 14 września 1996 – Tinley Park, Illinois, USA – New World Music Theater
124. 11 października 1996 – Kurytyba, Brazylia – Pedereira Paulo Leminski
125. 12 października 1996 – São Paulo, Brazylia – Estadio do Pacaembu
126. 18 października 1996 – Buenos Aires, Argentyna – River Plate Stadium
127. 19 października 1996 – Buenos Aires, Argentyna - River Plate Stadium
128. 22 października 1996 – Santiago, Chile – Estadio Nacional de Chile
129. 2 listopada 1996 – Perth, Australia – Burswood Dome
130. 5 listopada 1996 – Adelaide, Australia – Adelaide Entertainment Centre
131. 7 listopada 1996 – Melbourne, Australia – Rod Laver Arena
132. 8 listopada 1996 – Melbourne, Australia - Rod Laver Arena
133. 9 listopada 1996 – Melbourne, Australia - Rod Laver Arena
134. 11 listopada 1996 – Brisbane, Australia – Brisbane Entertainment Centre
135. 13 listopada 1996 – Sydney, Australia – Sydney Entertainment Centre
136. 14 listopada 1996 – Sydney, Australia - Sydney Entertainment Centre
137. 15 listopada 1996 – Sydney, Australia - Sydney Entertainment Centre
138. 17 listopada 1996 – Sydney, Australia - Sydney Entertainment Centre
139. 18 listopada 1996 – Brisbane, Australia - Brisbane Entertainment Centre
140. 21 listopada 1996 – Darwin, Australia – Marrara Oval
141. 24 listopada 1996 – Cairns, Australia - Cairns Showgrounds
142. 27 listopada 1996 – Auckland, Nowa Zelandia – Ericsson Stadium
143. 30 listopada 1996 – Christchurch, Nowa Zelandia - Park Królowej Elżbiety II